# Guitar Legends in Sevilla
Guitar Legends in Sevilla – wydane 3 marca 2014 r. DVD koncertowe, zawierające zapis koncertu „Rock Night Event”, który miał miejsce 19 października 1991 w Sewilli (Hiszpania) wydany w lutym 2008 roku. Gwiazdami występującymi na koncercie byli: Roger McGuinn, Richard Thompson, Robbie Robertson, Les Paul, Roger Waters, Joe Satriani, Steve Vai, Brian May, muzycy Extreme: Nuno Bettencourt i Gary Cherone, Joe Walsh i Paul Rodgers.

## Lista utworów
1. Roger McGuinn - „Turn Turn Turn”
2. Roger McGuinn - „Eight Miles High”
3. Richard Thompson - „Keep Your Distance”
4. Richard Thompson - „Jerusalem On The Juke Box”
5. Les Paul - „Brazil”
6. Les Paul - „How High to the Moon”
7. Robbie Robertson - „Go Back To Your Woods”
8. Robbie Robertson - „What About Now”
9. Robbie Robertson - „The Weight”
10. Robbie Robertson - „Shake This Town”
11. Roger Waters - „In The Flesh II”
12. Roger Waters - „Another Brick in the Wall II”
13. Roger Waters - „Brain Damage"/"Eclipse”
14. Roger Waters - „Comfortably Numb”
15. Cast - „Running & Hiding”
16. Joe Satriani - „Satch Boogie”
17. Joe Satriani - „Surfing with the Alien”
18. Joe Satriani - „Awlays With Me Always With You”
19. Joe Satriani/Brian May - „Big Bad Moon”
20. Steve Vai/Brian May - „Liberty”
21. Steve Vai - „Greasy Kids Stuff”
22. Steve Vai - „For The Love Of God”
23. Nuno Bettencourt/Gary Cherone - „More Than Words”
24. Steve Vai/Brian May - „Driven By You”
25. Brian May - Guitar Solo
26. Brian May - „Tie Your Mother Down”
27. Joe Walsh - „Funk No. 49”
28. Joe Walsh/Brian May/Steve Vai/Joe Satriani - „Rocky Mountain Way”
29. Paul Rodgers/Brian May/Joe Satriani - „All Right Now”
30. Brian May/Gary Cherone/Steve Vai/Joe Satriani - „Now I’m Here”
31. Cast - „Hey Joe"